# Río Lol
El río Lol, o río Loll, es un arroyo en el norte de Sudán del Sur que alimenta el río al-Arab, conocido localmente como el río Kiir.

## Curso
El río Lol se forma en la convergencia del río Chel o Kuru y el río Magadhik, justo al oeste de Nyamlell en Bar el Gazal del Norte. Fluye hacia el este, pasando por Uwail hacia el sur, y se une al río Pongo al este de Akun en el estado de Warap. Entra en el estado de Unidad justo antes de girar hacia el norte para unirse a Bar el-Arab. Se encuentra con el río más grande al sur del área en disputa de Abyei y aproximadamente a 100 kilómetros al oeste de Bentiu.